# Kriegerdenkmal Gnadau
Das Kriegerdenkmal Gnadau ist ein denkmalgeschütztes Kriegerdenkmal in der Ortschaft Gnadau der Stadt Barby in Sachsen-Anhalt. Im örtlichen Denkmalverzeichnis ist das Kriegerdenkmal unter der Erfassungsnummer 094 60942 als Kleindenkmal verzeichnet.

## Lage
Das Kriegerdenkmal befindet sich auf einer Grünfläche mit der Bezeichnung Zinzendorfplatz Quartier A.

## Gestaltung
Bei dem Kriegerdenkmal handelt sich um einen Findling. Dieser Findling wurde 1913 zur Erinnerung an die Befreiungskriege von 1813 aufgestellt.

## Inschriften
Oktober

1813-1913

## Quelle
- Gefallenendenkmal Gnadau Online, abgerufen am 28. Juli 2017.